# 歌うスターカップル 今夜の恋人
『歌うスターカップル 今夜の恋人』（うたうスターカップル こんやのこいびと）は、1972年4月6日から同年9月28日までフジテレビ系列で放送されていたフジテレビ製作の歌謡番組・トーク番組である。放送時間は毎週木曜 21:30 - 22:00 （日本標準時）。

## 概要
ゲストたちの中から選ばれた即席カップルによる歌とトークを中心に進行していた番組。生放送番組で、司会は関口宏が務めていた。
最終回当日には、直前の時間帯に編成されていた『テレビグランドスペシャル』第2期（20:00 - 21:26）も終了し、フジテレビの木曜20時台・21時台は共に1時間枠になった。